# Iacopo Altoviti
Iacopo Altoviti (Firenze, 1604 – Faella, 18 maggio 1693) è stato un patriarca cattolico italiano.

## Biografia
Fu aiutato e favorito da papa Alessandro VII, che lo fece nunzio apostolico di Venezia (1658-1666) e poi patriarca di Antiochia (1667).
Fallito aspirante al cardinalato, si ritirò a Camaldoli e poi nel Valdarno, dove morì a quasi 90 anni.

## Genealogia episcopale
La genealogia episcopale è:
- Cardinale Tolomeo Gallio
- Vescovo Cesare Speciano
- Patriarca Andrés Pacheco
- Cardinale Agostino Spinola
- Cardinale Giulio Cesare Sacchetti
- Patriarca Iacopo Altoviti